# Miles McBride
Miles James McBride (Cincinnati, 8 de setembro de 2000) é um jogador norte-americano de basquete profissional que atualmente joga no New York Knicks da National Basketball Association (NBA).
Ele jogou basquete universitário na Universidade da Virgínia Ocidental e foi selecionado pelo Oklahoma City Thunder, e depois negociado com os Knicks, como a 36º escolha geral no draft da NBA de 2021. 

## Carreira no ensino médio
McBride era um atleta de dois esportes na Moeller High School em Cincinnati, Ohio, jogando basquete e futebol americano como quarterback. Ele jogou ao lado de Jaxson Hayes de 2015 a 2018.  
Em seu segundo ano, ele teve médias de 10,5 pontos, 2,5 assistências e 1,8 roubos de bola, levando a equipe para o vice campeonato estadual. Em sua terceira temporada, ele sofreu uma lesão no pé esquerdo durante um jogo de futebol americano e foi afastado de todos os jogos, exceto os dois últimos jogos da temporada de basquete, e ajudou Moeller a ganhar o título estadual. Ele optou por não jogar futebol americano na última temporada para se concentrar no basquete.
Em sua última temporada, ele teve médias de 13,8 pontos, 5,3 rebotes e 4,1 assistências, levando Moeller a um recorde de 29-0 e outro título estadual. Sua equipe alcançou a primeira temporada invicta em sua divisão desde 1995.
Um recruta de três estrelas, ele se comprometeu a jogar basquete universitário na Universidade da Virgínia Ocidental. 

## Carreira universitária
Em 8 de novembro de 2019, McBride fez sua estreia por West Virginia e registrou 11 pontos, seis rebotes, quatro assistências e quatro roubos de bola na vitória por 94-84 sobre Akron. Em 29 de dezembro, ele marcou 21 pontos em uma vitória por 67–59 contra Ohio State. Em 11 de janeiro de 2020, McBride marcou 22 pontos em uma vitória de 66-54 sobre Texas Tech. Como calouro, ele teve médias de 9,5 pontos e 2,4 rebotes e foi nomeado para a Equipe de Novatos da Big 12.
Em 25 de novembro de 2020, sua estreia em sua segunda temporada, McBride marcou 23 pontos em uma vitória por 79-71 sobre Dakota do Sul. Em 6 de fevereiro de 2021, ele registrou 29 pontos, oito assistências e sete rebotes na vitória por 91-79 contra Kansas. Na primeira rodada do Torneio da NCAA, McBride registrou 30 pontos, o recorde de sua carreira, seis rebotes e seis assistências na vitória por 84-67 sobre Morehead State. No seu segundo ano, ele teve médias de 15,9 pontos, 4,8 assistências, 3,9 rebotes e 1,9 roubos de bola, sendo selecionado para a Segunda-Equipe da Big 12. 
Em 2 de abril, McBride se declarou para o draft da NBA de 2021, mantendo sua elegibilidade universitária. Mais tarde, ele decidiu permanecer no draft.

## Carreira profissional

### New York Knicks (2021–Presente)
McBride foi selecionado pelo Oklahoma City Thunder como a 36ª escolha do draft da NBA de 2021. Ele depois foi negociado para o New York Knicks junto com Rokas Jokubaitis em troca de Jeremiah Robinson-Earl. Em 6 de agosto de 2021, os Knicks anunciaram que havia assinado um contrato de 3 anos e US$4 milhões com McBride.
Durante a Summer League de 2021, McBride teve médias de 15,1 pontos, 3,5 rebotes, 3,5 assistências e 1,9 roubos de bola. Ele fez sua estreia na temporada regular da NBA em 24 de outubro de 2021. Em 1º de fevereiro de 2022, McBride foi designado para o Westchester Knicks da G-League e marcou 39 pontos na vitória por 117-107 sobre Delaware Blue Coats.
Em 30 de dezembro de 2023, os Knicks anunciaram que haviam assinado uma extensão de contrato com McBride, que foi relatada como sendo de 3 anos e US$ 13 milhões. Com a troca dos armadores RJ Barrett e Immanuel Quickley, uma vaga foi aberta para McBride ser um jogador fixo na rotação dos Knicks. Em 18 de março de 2024, McBride foi titular no lugar do lesionado OG Anunoby, registrando 29 pontos, o recorde de sua carreira, e 6 cestas de três pontos, o recorde de sua carreira, em 47 minutos, o recorde de sua carreira, enquanto os Knicks derrotaram o Golden State Warriors por 119-112. Em 23 de março, McBride jogou todos os 48 minutos da vitória dos Knicks sobre o Brooklyn Nets, juntando-se ao seu companheiro de equipe Josh Hart como os únicos jogadores a não serem substituídos em um jogo durante a temporada de 2023-24.

## Estatísticas da carreira

### NBA

#### Temporada regular
| Ano      | Equipe   | PJ  | PT | MPJ  | AP   | 3P   | LL   | RT  | AS  | BR | TO | PPJ |
| -------- | -------- | --- | -- | ---- | ---- | ---- | ---- | --- | --- | -- | -- | --- |
| 2021–22  | New York | 40  | 2  | 9.3  | .296 | .250 | .667 | 1.1 | 1.0 | .4 | .0 | 2.2 |
| 2022–23  | New York | 64  | 2  | 11.9 | .358 | .299 | .667 | .8  | 1.1 | .6 | .1 | 3.5 |
| 2023–24  | New York | 68  | 14 | 19.5 | .452 | .410 | .860 | 1.5 | 1.7 | .7 | .1 | 8.3 |
| Carreira | Carreira | 172 | 18 | 13.5 | .368 | .319 | .731 | 1.1 | 1.2 | .5 | .0 | 4.6 |

#### Playoffs
| Ano      | Equipe   | PJ | PT | MPJ  | AP   | 3P   | LL   | RT  | AS  | BR | TO | PPJ  |
| -------- | -------- | -- | -- | ---- | ---- | ---- | ---- | --- | --- | -- | -- | ---- |
| 2023     | New York | 8  | 0  | 2.5  | .250 | .333 | –    | .3  | .1  | .0 | .1 | .4   |
| 2024     | New York | 13 | 2  | 26.7 | .435 | .368 | .833 | 2.2 | 1.9 | .5 | .2 | 11.0 |
| Carreira | Carreira | 21 | 2  | 14.6 | .342 | .350 | .833 | 1.2 | 1.0 | .2 | .1 | 5.7  |

### Universitário
| Ano      | Equipe        | PJ | PT | MPJ  | AP   | 3P   | LL   | RT  | AS  | BR  | TO | PPJ  |
| -------- | ------------- | -- | -- | ---- | ---- | ---- | ---- | --- | --- | --- | -- | ---- |
| 2019–20  | West Virginia | 31 | 2  | 22.2 | .402 | .304 | .747 | 2.4 | 1.8 | 1.1 | .5 | 9.5  |
| 2020–21  | West Virginia | 29 | 28 | 34.2 | .431 | .414 | .813 | 3.9 | 4.8 | 1.9 | .3 | 15.9 |
| Carreira | Carreira      | 60 | 30 | 28.2 | .416 | .359 | .780 | 3.1 | 3.3 | 1.5 | .4 | 12.7 |

Fonte:

## Vida pessoal
McBride é filho de Walt e Kim McBride. Seu pai jogava basquete em Xavier, enquanto sua mãe jogava tênis em Ohio State. O irmão mais velho de McBride, Trey, joga basquete no Bayer Giants Leverkusen da Bundesliga ProB. Ele foi apelidado de "Deuce" quando estava na terceira série.